# Suicide Commando
A Suicide Commando belga electro-industrial zenekar.

## Története
1986-ban alakult Leopoldburg-ban. Az együttes egyszemélyes projektnek számít, hiszen csak Johan van Roy alkotja. Koncerteken Torben Schmidt játszik a billentyűkön, és Mario Vaerewijck dobol. A Suicide Commando első nagylemeze 1994-ben jelent meg. Lemezeit az OffBeat Records, Dependant Records, Noise Terror Productions, Metropolis Records, Out of Line Records kiadók jelentetik meg. Electro-industrial, EBM és aggrotech műfajokban játszik.

## Diszkográfia
- Critical Stage (1994)
- Stored Images (1995)
- Construct-Destruct (1998)
- Mindstrip (2000)
- Axis of Evil (2003)
- Bind, Torture, Kill (2006)
- Implements of Hell (2010)
- When Evil Speaks (2013)
- Forest of the Impaled (2018)

## Egyéb kiadványok
Válogatáslemezek
- Contamination (1996)
- Re-construction (1998)
- Chromdioxyde (1999)
- Anthology (2002)
- X20 (2007)
- The Suicide Sessions (2011)
- Electro Convulsion Therapy (2015)
- X-30 COMPENDIUM [2016]

Kislemezek, EP-k
- Never Get Out (1993)
- State of Emergency (1997)
- Comatose Delusion (2000)
- Hellraiser (2000)
- Love Breeds Suicide (2000)
- Face of Death (2003)
- Cause of Death: Suicide (2004)
- Cause of Death: Suicide / One Nation Under God (2004)
- Godsend / Menschenfresser (2005)
- Until We Die / Severed Head (2009)
- Die Motherfucker Die (2009)
- God Is In the Rain (2010)
- Death Cures All Pain (2010)
- Attention Whore (2012)
- Unterwelt (2013)
- The Pain That You Like (2015)
- Death will Find You (2018)

Kazetták
- Suicide Commando (demo) (1988)
- This Is Hate (1989)
- Industrial Rape I (1990)
- Crap (1990)
- Go to Hell (1990)
- Into the Grave (1991)
- Industrial Rape II (1991)
- Black Flowers (1992)
- Electro Convulsion Therapy (1993)